# Tyvijärvi (sjö i Tavastehus, Egentliga Tavastland)
Tyvijärvi är en sjö i kommunen Tavastehus i landskapet Egentliga Tavastland i Finland. Sjön ligger 110,5 meter över havet. Arean är 58 hektar och strandlinjen är 4,69 kilometer lång. Sjön  ingår i Kumo älvs huvudavrinningsområde.   Den ligger omkring 31 km väster om Tavastehus och omkring 110 km nordväst om Helsingfors. 